# Paraboea rabilii
Paraboea rabilii är en tvåhjärtbladig växtart som beskrevs av Z.R. Xu och Brian Laurence Burtt. Paraboea rabilii ingår i släktet Paraboea och familjen Gesneriaceae. Inga underarter finns listade i Catalogue of Life.